# اوداتالاوینا
اوداتالاوینا (به لاتین: Udathalawinna) یک منطقهٔ مسکونی در سری‌لانکا است که در ناحیه کندی واقع شده‌است. اوداتالاوینا ۴۸۵٫۷۶۳۲ متر بالاتر از سطح دریا واقع شده‌است.